# Arlune
L'Arlune est un ruisseau de Belgique, affluent en rive droite de la Rulles faisant partie du bassin versant de la Meuse. Il coule entièrement en province de Luxembourg.
Il prend sa source au sud-ouest de Vlessart, traverse la réserve domaniale de Louftémont-Vlessart puis s'écoule à travers la forêt d'Anlier avant de se jeter dans la Rulles à Habay-la-Neuve via l’étang de Bologne.